# Droniki
Droniki (niem. Fließwiese) – wieś w Polsce położona w województwie lubuskim, w powiecie wschowskim, w gminie Sława.
W okresie Wielkiego Księstwa Poznańskiego (1815-1848) miejscowość wzmiankowana jako Droniki należała do wsi większych w ówczesnym powiecie babimojskim rejencji poznańskiej. Droniki należały do kaszczorskiego okręgu policyjnego tego powiatu i stanowiły część majątku Kaszczor, który należał wówczas do rządu pruskiego w Berlinie. Według spisu urzędowego z 1837 roku Droniki liczyły 152 mieszkańców, którzy zamieszkiwali 22 dymy (domostwa).
W latach 1975–1998 miejscowość administracyjnie należała do województwa zielonogórskiego.
Wieś powstała w dzielnicy robotniczej aż do około 1850 roku i należała do miejscowości Ciosaniec. Kolonia wzrosła i w 1937 roku została przemianowana na Droniki.

## Demografia
Liczba mieszkańców miejscowości w poszczególnych latach:
| Rok  | Ilość mieszkańców |
| ---- | ----------------- |
| 1837 | 152               |
| 2002 | 169               |
| 2009 | 168               |
| 2011 | 166               |
| 2021 | 181               |